# Julian Colombo Sr.
Julián Colombo Sr. es un político argentino que se desempeñó como diputado en el Parlamento de Argentina entre 2015 y 2019.
En septiembre de 2017, Colombo asumió como director ejecutivo de N5 Now, empresa que fue elegida como una de las 10 Promesas de Forbes para 2024.

## Educación
Entre 1991 y 1996, Julián Colombo se licenció en Ciencias en la especialidad de Economía por la Pontificia Universidad Católica Argentina 'Santa María de los Buenos Aires', donde creó la revista Ucanomics. Entre 1993 y 1995, también cursó la Licenciatura en Periodismo en la misma universidad. Más tarde, también realizó estudios en la Harvard Business School, centrándose en Operaciones de Ventas, Distribución y Marketing.

## Carrera profesional
Julián Colombo comenzó su carrera en enero de 1998 como representante de ventas en Internet Securities en Argentina, puesto que ocupó hasta diciembre de 1998. Desde noviembre de 1998 hasta agosto de 2002, trabajó como Gerente de Productos de Ahorro y Depósitos en el Banco Santander Rio en Argentina.
En agosto de 2002, Colombo se incorporó al Banco Santander México como Director del Segmento de Clientes Afluentes, cargo que ocupó hasta agosto de 2004. Posteriormente, se trasladó a Santander Brasil, donde ocupó el cargo de Director de Estrategia Comercial desde agosto de 2004 hasta diciembre de 2006, donde supervisó los incentivos, las herramientas comerciales, las previsiones de ventas, las campañas de marketing y las estrategias de inteligencia empresarial.
De diciembre de 2006 a mayo de 2011, ocupó el cargo de Director de Banca Personal para Latinoamérica en el Grupo Santander en Madrid, España, donde fue responsable de la dirección estratégica, el crecimiento del mercado y la rentabilidad del segmento de banca personal en ocho países latinoamericanos.
Entre abril de 2011 y abril de 2014, Colombo fue Director de Banca Personal y SMB, BI y CRM en Banco Santander Chile, liderando la inteligencia comercial, las iniciativas de CRM y la estrategia de clientes minoristas.
Desde abril de 2014 hasta septiembre de 2017, ocupó el cargo de director general Global de CRM e Inteligencia Comercial en Banco Santander en Madrid, centrándose en la transformación digital y las herramientas comerciales.
En septiembre de 2017, Julian Colombo se convirtió en el director general de N5 Now, una empresa con sede en Nueva York especializada en la transformación digital para el sector financiero.

## Carrera política
Colombo fue diputado en el Parlamento de Argentina entre 2015 y 2019. Durante su mandato, centró su actividad política en la promoción de políticas de modernización económica, impulsando iniciativas legislativas para fomentar el uso de fintech y mejorar la inclusión financiera.